# Краснослободск (городское поселение)
Го́род Краснослобо́дск — муниципальное образование со статусом городского поселения в Среднеахтубинском районе Волгоградской области России.
Административный центр — город Краснослободск.

## История
Городское поселение город Краснослободск образовано в соответствии с Законом Волгоградской области от 5 апреля 2005 года № 1040-ОД.

## Население
| 2009    | 2010    | 2012    | 2013    | 2014    | 2015    | 2016    |
| ------- | ------- | ------- | ------- | ------- | ------- | ------- |
| 14 514  | ↗17 254 | ↗17 369 | ↗17 694 | ↗18 013 | ↗18 350 | ↗18 736 |
| 2017    | 2018    | 2019    | 2020    | 2021    | 2024    |         |
| ↗18 786 | ↘18 714 | ↘18 686 | ↘18 457 | ↘18 112 | ↘17 959 |         |

## Состав городского поселения
| № | Населённый пункт | Тип населённого пункта        | Население |
| - | ---------------- | ----------------------------- | --------- |
| 1 | Вторая Пятилетка | посёлок                       | 714       |
| 2 | Краснослободск   | город, административный центр | ↘16 419   |
| 3 | Песчанка         | посёлок                       | 542       |

## Местное самоуправление
Главы городского поселения
- Семилетов Николай Владимирович — с декабря 2020 года
- Хрустов Александр Владимирович
- с 2016 года — Сурков Владимир Васильевич